# Prix Shōgakukan
Le prix Shōgakukan ou prix du manga Shōgakukan (小学館漫画賞, Shōgakukan manga shō)  est un des prix majeurs du manga. Il est décerné chaque année depuis 1956. Bien que le prix soit sponsorisé par la maison d'édition Shōgakukan, les mangas publiés par tous les éditeurs japonais peuvent être sélectionnés et remporter le prix. C'est le prix le plus ancien et le plus prestigieux décerné à un manga.
Chaque œuvre gagnante est honorée d'une statuette en bronze et d'un prix d'un million de yens (environ 9 000 dollars).  Des récompenses spéciales sont également parfois décernées pour un travail exceptionnel, l'œuvre de toute une vie, etc.

## Catégories
Après avoir été modifiées plusieurs fois, les catégories jusqu'en 2022 sont:
- Général (一般向け部門, Ippan muke bumon?), devenu catégorie Général/Seinen en 1975 (21e édition) ;
- Shōnen (少年向け部門, Shōnen muke bumon?, Garçon) depuis 1983, après la séparation du prix Shōnen/Shōjo créé en 1975 ;
- Shōjo (少女向け部門, Shōjo muke bumon?, Fille) en 1983, après la séparation du prix Shōnen/Shōjo créé en 1975 ;
- Enfant (児童向け部門, Jidō muke bumon?) créé en 1981 (27e édition).

Il n'y a plus de catégorie à partir de 2023.

## Lauréats
Les lauréats sont récompensés pour des œuvres publiées l'année indiquée dans le tableau mais reçoivent le prix au début de l'année suivante. Aussi, les prix sont souvent désignés par le numéro d'édition au lieu de l'année.
| Année d'édition | Prix | Prix | - | - |
| --------------- | --- | --- | --- | --- |
| 1re (1955)      | Pūtan, Noboru Baba (ja) | Pūtan, Noboru Baba (ja) | | |
| 2e (1956)       | Oyama no Kaba-chan et autre, Eisuke Ishida (ja) | Oyama no Kaba-chan et autre, Eisuke Ishida (ja) | | |
| 3e (1957)       | Manga Seminar on Biology et Biiko-chan, Osamu Tezuka | Manga Seminar on Biology et Biiko-chan, Osamu Tezuka | | |
| 4e (1958)       | Little Black Sambo, Shiawase no ōji et autre, Senba Tarō (ja)                                                                                             | Little Black Sambo, Shiawase no ōji et autre, Senba Tarō (ja)                                                                                             | | |
| 5e (1959)       | Korisu no Bokko-chan et autre, Jirō Ōta (ja) | Korisu no Bokko-chan et autre, Jirō Ōta (ja) | | |
| 5e (1959)       | Bonko-chan et Fuichin-san, Toshiko Ueda | | | |
| 6e (1960)       | Aucun prix attribué | Aucun prix attribué | | |
| 7e (1961)       | Science-kun no sekai ryokō, Reiji Aki (ja) | Science-kun no sekai ryokō, Reiji Aki (ja) | | |
| 8e (1962)       | Susume Roboketto et Tebukuro Tecchan, Fujiko Fujio | Susume Roboketto et Tebukuro Tecchan, Fujiko Fujio | | |
| 9e (1963)       | Fight sensei et Stop! Nī-chan, Hisashi Sekiya (ja) | Fight sensei et Stop! Nī-chan, Hisashi Sekiya (ja) | | |
| 10e (1964)      | Osomatsu-kun, Fujio Akatsuka | Osomatsu-kun, Fujio Akatsuka | | |
| 11e (1965)      | Paki-chan to Ganta et autre, Kazuo Maekawa (ja) | Paki-chan to Ganta et autre, Kazuo Maekawa (ja) | | |
| 12e (1966)      | Aucun prix attribué | Aucun prix attribué | | |
| 13e (1967)      | Sabu et Ichi et Jun, Shōtarō Ishinomori | Sabu et Ichi et Jun, Shōtarō Ishinomori | | |
| 14e (1968)      | Animal 1 et Inakappe taishō, Noboru Kawasaki (ja) | Animal 1 et Inakappe taishō, Noboru Kawasaki (ja) | | |
| 15e (1969)      | Fire!, Hideko Mizuno | Fire!, Hideko Mizuno | | |
| 16e (1970)      | Garasu no shiro, Masako Watanabe | Garasu no shiro, Masako Watanabe | | |
| 16e (1970)      | Gag ojisan et Oyabaka tengoku, Ryūzan Aki (ja) | | | |
| 17e (1971)      | Hana ichimonme et autre, Shinji Nagashima | Hana ichimonme et autre, Shinji Nagashima | | |
| 17e (1971)      | Minashigo Hacchi (Orphelin Hacchi), Tatsuo Yoshida | | | |
| 18e (1972)      | Tō-chan no kawaii oyome-san et Hashire! Boro, Hiroshi Asuna (ja)                                                                                          | Tō-chan no kawaii oyome-san et Hashire! Boro, Hiroshi Asuna (ja)                                                                                          | | |
| 19e (1973)      | Otoko do-ahō Kōshien et Deba to batto, Shinji Mizushima                                                                                                   | Otoko do-ahō Kōshien et Deba to batto, Shinji Mizushima                                                                                                   | | |
| 20e (1974)      | L'École emportée, Kazuo Umezu | L'École emportée, Kazuo Umezu | | |
| Année           | Prix (Shōnen et Shōjo) | Prix (Shōnen et Shōjo) | Seinen et Général | - |
| 21e (1975)      | Poe no ichizoku et Nous sommes onze !, Moto Hagio [fille]                                                                                                 | Poe no ichizoku et Nous sommes onze !, Moto Hagio [fille]                                                                                                 | Golgo 13, Takao Saitō | - |
| 22e (1976)      | Captain et Play ball, Akio Chiba [garçon] | Captain et Play ball, Akio Chiba [garçon] | Abu-san, Shinji Mizushima | - |
| 22e (1976)      | Ganbare Genki, Yū Koyama (ja) [garçon] | | Abu-san, Shinji Mizushima | - |
| 23e (1977)      | Galaxy Express 999 et Senjō manga series, Leiji Matsumoto [garçon]                                                                                        | Galaxy Express 999 et Senjō manga series, Leiji Matsumoto [garçon]                                                                                        | Notari Matsutaro, Tetsuya Chiba | - |
| 24e (1978)      | Dame oyaji, Mitsutoshi Furuya (ja) [garçon] | Dame oyaji, Mitsutoshi Furuya (ja) [garçon] | Haguregumo, George Akiyama | - |
| 25e (1979)      | To Terra… et Kaze to ki no uta, Keiko Takemiya [fille] | To Terra… et Kaze to ki no uta, Keiko Takemiya [fille] | Tosa no ippon zuri, Yūsuke Aoyagi | - |
| 26e (1980)      | Urusei Yatsura, Rumiko Takahashi [garçon] | Urusei Yatsura, Rumiko Takahashi [garçon] | Hakatakko Junjō et Gangaragan, Hōsei Hasegawa | - |
| 26e (1980)      | Urusei Yatsura, Rumiko Takahashi [garçon] | Urusei Yatsura, Rumiko Takahashi [garçon] | Jarinko Chie, Etsumi Haruki (ja) | - |
| Année           | Prix (Shōnen et Shōjo) | Prix (Shōnen et Shōjo) | Seinen et Général | Enfant |
| 27e (1981)      | Dr. Slump, Akira Toriyama [garçon] | Dr. Slump, Akira Toriyama [garçon] | Sanchōme no Yūhi, Ryōhei Saigan (ja) | Doraemon, Fujiko Fujio |
| 28e (1982)      | Miyuki et Touch, Mitsuru Adachi [garçon] | Miyuki et Touch, Mitsuru Adachi [garçon] | Tsuribaka nisshi, Jūzō Yamasaki et Ken'ichi Kitami | Game Center Arashi et Konnichiwa! My-com, Mitsuru Sugaya (ja)                                                                                             |
| Année           | Shōnen | Shōjo | Seinen et Général | Enfant |
| 29e (1983)      | Musashi no Ken, Motoka Murakami | Kisshō Tennyo, Akimi Yoshida | L'Arbre au soleil, Osamu Tezuka | Panku Ponk, Haruko Tachiiri |
| 30e (1984)      | Futari Daka et Area 88, Kaoru Shintani | Yume no Ishibumi, Toshie Kihara | Human Crossing, Masao Yajima et Kenshi Hirokane | Muscleman, Yudetamago |
| 31e (1985)      | Hatsukoi Scandal et Tobe! Jinrui II, Akira Oze | Zenryaku: Milk House, Yumiko Kawahara | Bokkemon, Takashi Iwashige | Asari-chan, Mayumi Muroyama |
| 32e (1986)      | Ginga Nagareboshi Gin, Yoshihiro Takahashi | Purple Eyes in the Dark, Chie Shinohara | Oishinbo, Tetsu Kariya et Akira Hanasaki | Ganbare! Kickers, Noriaki Nagai |
| 33e (1987)      | Just Meet et Fuyu Monogatari, Hidenori Hara | Boyfriend, Fuyumi Soryo | Hotel et Manga Nihon Keizai Nyūmon, Shōtarō Ishinomori | Tsurupika Hagemaru, Shinbo Nomura |
| 34e (1988)      | B.B., Osamu Ishiwata | Fancy Dance, Reiko Okano | Genji Monogatari, Miyako Maki | Obocchama-kun, Yoshinori Kobayashi |
| 35e (1990)      | Ucchare Goshogawara, Tsuyoshi Nakaima | Papa Told Me, Nanae Haruno | Yawara!, Naoki Urasawa | Lovely Mari-chan, Kimiko Uehara |
| 36e (1990)      | Patlabor, Masami Yūki | Crest of the Royal Family, Hosokawa Chieko | F, Noboru Rokuda | Amaizo! Dango, Moo. Nenpei |
| 36e (1990)      | Patlabor, Masami Yūki | Hajime-chan ga Ichiban!, Taeko Watanabe | F, Noboru Rokuda | Amaizo! Dango, Moo. Nenpei |
| 37e (1991)      | Ushio and Tora, Kazuhiro Fujita | Makoto Call!, Kazuko Fujita | Kazoku no Shokutaku et Asunaro Hakusho, Fumi Saimon | Dodge Danpei, Tetsuhiro Koshita |
| 38e (1992)      | Ghost Sweeper Mikami (ja) Takashi Shiina | Basara, Yumi Tamura | Okami-san, Ichimaru | Yaiba, Gōshō Aoyama |
| 38e (1992)      | Ghost Sweeper Mikami (ja) Takashi Shiina | Basara, Yumi Tamura | Miyamoto kara Kimi e, Hideki Arai | Yaiba, Gōshō Aoyama |
| 39e (1993)      | Yū Yū Hakusho, Yoshihiro Togashi | Bara no Tame ni, Akemi Yoshimura | Kaze no Daichi, Nobuhiro Sakata et Eiji Kazama | One More Jump, Michiyo Akaishi |
| 40e (1994)      | Slam Dunk, Takehiko Inoue | Baby and Me, Marimo Ragawa | Stratège, Hideki Mori Sentaro Kubota | Ore wa Otoko Da! Kunio-kun, Kōsaku Anakubo |
| 41e (1995)      | Major, Takuya Mitsuda | Hana yori dango, Yōko Kamio | Ron, Motoka Murakami | Kocchi Muite! Miiko, Eriko Ono |
| 41e (1995)      | Major, Takuya Mitsuda | Hana yori dango, Yōko Kamio | Gallery Fake et Tarō, Fujihiko Hosono | Kocchi Muite! Miiko, Eriko Ono |
| 42e (1996)      | Daigo, soldat du feu, Masahito Soda | Kanon, Chiho Saito | Gekka no Kishi, Junichi Nōjō | Midori no Makibaō, Tsunomaru |
| 43e (1997)      | Ganba! Fly High, Shinji Morisue et Hiroyuki Kikuta | Ayashi no Ceres, Yū Watase | Azumi, Yū Koyama | Ninpen Manmaru, Mikio Igarashi |
| 44e (1998)      | Arms, Kyōichi Nanatsuki et Ryōji Minagawa | Aucun prix attribué | Aji Ichi Monme, Zenta Abe et Yoshimi Kurata | Angel Lip, Kiyoko Arai |
| 45e (1999)      | Monkey Turn, Katsutoshi Kawai | Bara-Iro no Ashita, Ryō Ikuemi | Aucun prix attribué | Taro the Space Alien, Yasunari Nadotoshi |
| 45e (1999)      | Hikaru no go, Yumi Hotta et Takeshi Obata | Bara-Iro no Ashita, Ryō Ikuemi | Aucun prix attribué | Taro the Space Alien, Yasunari Nadotoshi |
| 46e (2000)      | Détective Conan, Gōshō Aoyama | Red River, Chie Shinohara | Monster, Naoki Urasawa | Seikimatsu Leader den Takeshi!, Mitsutoshi Shimabukuro |
| 46e (2000)      | Cheeky Angel, Hiroyuki Nishimori | Red River, Chie Shinohara | Monster, Naoki Urasawa | Seikimatsu Leader den Takeshi!, Mitsutoshi Shimabukuro |
| 47e (2001)      | Inu-Yasha, Rumiko Takahashi | Princesse Kaguya, Reiko Shimizu | Heat, Buronson et Ryōichi Ikegami | Pukupuku Natural Circular Notice, Sayuri Tatsuyama |
| 47e (2001)      | Inu-Yasha, Rumiko Takahashi | Yasha, Akimi Yoshida | Heat, Buronson et Ryōichi Ikegami | Pukupuku Natural Circular Notice, Sayuri Tatsuyama |
| 48e (2002)      | Zatchbell, Makoto Raiku | Nana, Ai Yazawa | 20th Century Boys, Naoki Urasawa | Croket!, Manavu Kashimoto |
| 48e (2002)      | Zatchbell, Makoto Raiku | Kaze Hikaru, Taeko Watanabe | 20th Century Boys, Naoki Urasawa | Croket!, Manavu Kashimoto |
| Année           | Shōnen | Shōjo | Général | Enfant |
| 49e (2003)      | Yakitate!! Ja-pan, Takashi Hashiguchi | Lovely Complex, Aya Nakahara | Dr Kotô, Takatoshi Yamada | Mirumo, Hiromu Shinozuka |
| 49e (2003)      | Fullmetal Alchemist, Hiromu Arakawa | Lovely Complex, Aya Nakahara | Dr Kotô, Takatoshi Yamada | Mirumo, Hiromu Shinozuka |
| 50e (2004)      | Bleach, Taito Kubo | Le Sablier, Hinako Ashihara | Team Medical Dragon, Tarō Nogizaka et Akira Nagai | Sergent Keroro, Mine Yoshizaki |
| 50e (2004)      | Bleach, Taito Kubo | C'était nous, Yūki Obata | Team Medical Dragon, Tarō Nogizaka et Akira Nagai | Grandpa Danger, Kazutoshi Soyama |
| 51e (2005)      | Wild Life, Masato Fujisaki | Sonnanja neyo, Kaneyoshi Izumi | Spirit of the Sun, Kaiji Kawaguchi | Animal Alley, Ryō Maekawa |
| 51e (2005)      | Wild Life, Masato Fujisaki | Sonnanja neyo, Kaneyoshi Izumi | Rainbow, George Abe et Masasumi Kakizaki | Animal Alley, Ryō Maekawa |
| 52e (2006)      | Kekkaishi, Yellow Tanabe | 7 Seeds, Yumi Tamura | Bengoshi no Kuzu, Hideo Iura | Kirarin Revolution, An Nakahara |
| 53e (2007)      | Ace of Diamond, Yūji Terajima | My First Love, Kotomi Aoki | Bambino!, Tetsuji Sekiya | Keshikasu-kun, Noriyuki Murase |
| 53e (2007)      | Ace of Diamond, Yūji Terajima | My First Love, Kotomi Aoki | Kurosagi, Takeshi Natsuhara et Kuromaru | Keshikasu-kun, Noriyuki Murase |
| 54e (2008)      | Cross Game, Mitsuru Adachi | Black Bird, Kanoko Sakurakoji | Vertical, Shin'ichi Ishizuka | Les Secrets de Léa, Yuu Yabuuchi |
| 55e (2009)      | La Cantine de minuit, Yarō Abe | Sket Dance, Kenta Shinohara | Machi de uwasa no tengu no ko, Nao Iwamoto | Penguin no Mondai, Yūji Nagai |
| 56e (2010)      | King Golf, Ken Sasaki | Le Pavillon des hommes, Fumi Yoshinaga | Space Brothers, Chūya Koyama | Yumeiro pâtissière, Natsumi Matsumoto |
| 56e (2010)      | King Golf, Ken Sasaki | Le Pavillon des hommes, Fumi Yoshinaga | Ushijima, Shōhei Manabe | Yumeiro pâtissière, Natsumi Matsumoto |
| 57e (2011)      | Nobunaga Concerto, Ayumi Ishii | Pin to Kona, Ako Shimaki | Kids on the Slope, Yuki Kodama | Inazuma Eleven, Tenya Yabuno |
| 58e (2012)      | Silver Spoon, Hiromu Arakawa | Piece, Hinako Ashihara | I Am a Hero, Kengo Hanazawa | Kaitō Joker, Hideyasu Takahashi |
| 59e (2013)      | Magi, Shinobu Ohtaka | Lovely Love Lie, Kotomi Aoki | Mogura no Uta, Noboru Takahashi | Scary Lessons, Emi Ishikawa |
| 60e (2014)      | Be Blues! ~Ao ni Nare~, Motoyuki Tanaka | La Fleur millénaire, Kaneyoshi Izumi | Asahinagu, Ai Kozaki | Yōkai Watch, Noriyuki Konishi |
| 60e (2014)      | Be Blues! ~Ao ni Nare~, Motoyuki Tanaka | La Fleur millénaire, Kaneyoshi Izumi | Aoi Honō, Kazuhiko Shimamoto | Yōkai Watch, Noriyuki Konishi |
| 61e (2015)      | Haikyū!!, Haruichi Furudate | Mon histoire, Kazune Kawahara et Aruko | Sunny, Taiyō Matsumoto | Usotsuki! Gokuō-kun, Makoto Yoshimoto |
| 61e (2015)      | Haikyū!!, Haruichi Furudate | Mon histoire, Kazune Kawahara et Aruko | Kamakura Diary, Akimi Yoshida | Usotsuki! Gokuō-kun, Makoto Yoshimoto |
| 62e (2016)      | Mob Psycho 100, ONE | 37.5°C no Namida, Chika Shiina | Blue Giant, Shin'ichi Ishizuka | Ijime, Kaoru Igarashi |
| 62e (2016)      | Mob Psycho 100, ONE | 37.5°C no Namida, Chika Shiina | Jūhan Shuttai!, Naoko Matsuda | Ijime, Kaoru Igarashi |
| 63e (2017)      | The Promised Neverland, Kaiu Shirai (scénario) & Posuka Demizu (dessin)                                                                                   | Love, Be Loved, Leave, Be Left, Io Sakisaka | Kūbo Ibuki, Kaiji Kawaguchi | PriPri Chi-chan!!, Hiromu Shinozuka |
| 63e (2017)      | The Promised Neverland, Kaiu Shirai (scénario) & Posuka Demizu (dessin)                                                                                   | Love, Be Loved, Leave, Be Left, Io Sakisaka | Après la pluie, Jun Mayuzuki | PriPri Chi-chan!!, Hiromu Shinozuka |
| 64e (2018)      | Dr. Stone, Riichiro Inagaki et Boichi | So Charming!, Kazune Kawahara | Hibiki : Shōsetsuka ni naru hōhō, Mitsuharu Yanamoto | 12 ans (ja), Nao Maita |
| 64e (2018)      | Dr. Stone, Riichiro Inagaki et Boichi | So Charming!, Kazune Kawahara | Kenkō de bunkateki na saitei gendo no seikatsu (ja), Haruko Kashiwagi                                                                                     | 12 ans (ja), Nao Maita |
| 65e (2019)      | Maiko-san chi no Makanai-san, Aiko Koyama | Nagi no oitoma, Misato Konari | Ao ashi, Yūgo Kobayashi et Naohiko Ueno | Neko, hajimemashita, Konomi Wagata |
| 65e (2019)      | Maiko-san chi no Makanai-san, Aiko Koyama | Nagi no oitoma, Misato Konari | Kaguya-sama: Love is War, Aka Akasaka | Neko, hajimemashita, Konomi Wagata |
| 66e (2020)      | Quand Takagi me taquine, Sōichirō Yamamoto | Yuzuki-san-chi no yon kyōdai., Shizuki Fujisawa | Dead Dead Demon's Dededededestruction, Inio Asano | Duel Masters, Shigenobu Matsumoto |
| 66e (2020)      | Chainsaw Man, Tatsuki Fujimoto | Yuzuki-san-chi no yon kyōdai., Shizuki Fujisawa | Police in a Pod, Miko Yasu | Chocolat no mahō, Rino Mizuho |
| 67e (2021)      | Komi cherche ses mots, Tomohito Oda | Love Mix-up, Aruko et Wataru Hinekure | Nigatsu no Shōsha, Shiho Takase | Aucun prix attribué |
| 67e (2021)      | Komi cherche ses mots, Tomohito Oda | Love Mix-up, Aruko et Wataru Hinekure | Don't Call It Mystery, Yumi Tamura | Aucun prix attribué |
| 68e (2022)      | Call of the Night, Kotoyama | Asu, watashi wa dareka no kanojo, Hinao Wono | Medalist, Tsurumaikada | Uikon (Ui x kon), Minori Kurosaki |
| 68e (2022)      | Blue Orchestra, Makoto Akui | Asu, watashi wa dareka no kanojo, Hinao Wono | Medalist, Tsurumaikada | Uikon (Ui x kon), Minori Kurosaki |
| Année d'édition | Prix (Shōnen, Shōjo, Général et Enfant) , | Prix (Shōnen, Shōjo, Général et Enfant) , | Prix (Shōnen, Shōjo, Général et Enfant) , | Prix (Shōnen, Shōjo, Général et Enfant) , |
| 69e (2023)      | The Elusive Samurai, Yūsei Matsui Frieren, Kanehito Yamada et Tsukasa Abe Sūji de asobo, Murako Kinuta Trillion Game, Riichirō Inagaki et Ryōichi Ikegami | The Elusive Samurai, Yūsei Matsui Frieren, Kanehito Yamada et Tsukasa Abe Sūji de asobo, Murako Kinuta Trillion Game, Riichirō Inagaki et Ryōichi Ikegami | The Elusive Samurai, Yūsei Matsui Frieren, Kanehito Yamada et Tsukasa Abe Sūji de asobo, Murako Kinuta Trillion Game, Riichirō Inagaki et Ryōichi Ikegami | The Elusive Samurai, Yūsei Matsui Frieren, Kanehito Yamada et Tsukasa Abe Sūji de asobo, Murako Kinuta Trillion Game, Riichirō Inagaki et Ryōichi Ikegami |